# レスリー・クラウディウス
レスリー・クラウディウス（Leslie Walter Claudius 1927年3月25日 - 2012年12月20日）は、インドのチャッティースガル州ビラースプル出身のフィールドホッケー選手。アングロ・インディアンであった。1948年ロンドンオリンピック、1952年ヘルシンキオリンピック、1956年メルボルンオリンピック、1960年ローマオリンピックと4回インド代表に選出され、金メダルを獲得した。彼はオリンピックの金メダルを最も多く獲得したフィールドホッケー選手としてギネスブックに載っている。
2012年12月20日、肝硬変のために死去。85歳没。